# 837 км (пост)
Пост 837 км (ордината 836 км 753 м) — колійний пост Київського залізничного вузла Ніжинського напрямку Київської дирекції Південно-Західної залізниці на лінії Ніжин — Київ-Пасажирський.
Розташований на території Дніпровського району міста Києва, Дарницьке лісництво.
Пост розміщується між зупинними пунктами ДВРЗ (0,6 км) та Ялинка (6 км). Розташований в місці часткового сходження колій Ніжинського напрямку та колії напрямку Бориспіль — Дарниця, друга частина сходження колій здійснюється через Колійний Пост 7 км та Полтавського парку станції Дарниця в Парному Парку Приймання станції Дарниця (через З.П. Фармацевтична), а також відгалуження службових колій в бік Дарницького вагоноремонтного заводу.
Відстань до станції Київ-Пасажирський — 19 км.

## Цікаві факти
Пасажирських посадочних платформ не має, відтак, не має пасажирського значення. Однак в усіх розкладах позначений.